# 谷沢弘毅
谷沢 弘毅（やざわ ひろたけ、1957年 - ）は、日本の統計学者。経済学博士（東京経済大学）。神奈川大学教授。専門は、統計学・地域経済論・日本経済論。「谷澤弘毅」とも表記される。

## 来歴
1979年慶應義塾大学経済学部卒業後、北海道東北開発公庫、経済企画庁総合計画局、日興リサーチセンターなどを経て、日本アプライドリサーチ主任研究員。2000年札幌学院大学経済学部助教授、2001年札幌学院大学経済学部教授。2010年から神奈川大学経済学部教授。
2003年東京経済大学より経済学博士の学位を取得、学位論文の題は　「戦前期所得分布の個人計量経済史的研究(A biogrametric study of income distribution in prewar Japan)」。  
この他、非常勤講師として、東京国際大学経済学部（1993年4月～99年3月）、千葉経済大学経済学部（1999年4月～2000年3月）、通商産業省通商産業研究所客員講師（1997年～2000年）など

## 受賞歴
- 第48回日経・経済図書文化賞（2004年）
- 第11回社会政策学会学術賞（2004年）

## 著書
- 『現代日本の経済データ』（日本評論社 、1997年）
- 『経済統計論争の潮流』（多賀出版 、1999年）
- 『近代日本の所得分布と家族経済』（日本図書センター, 2004年）
- 『コア・テキスト経済統計』（新世社, 2006年）